# 매튜 미드

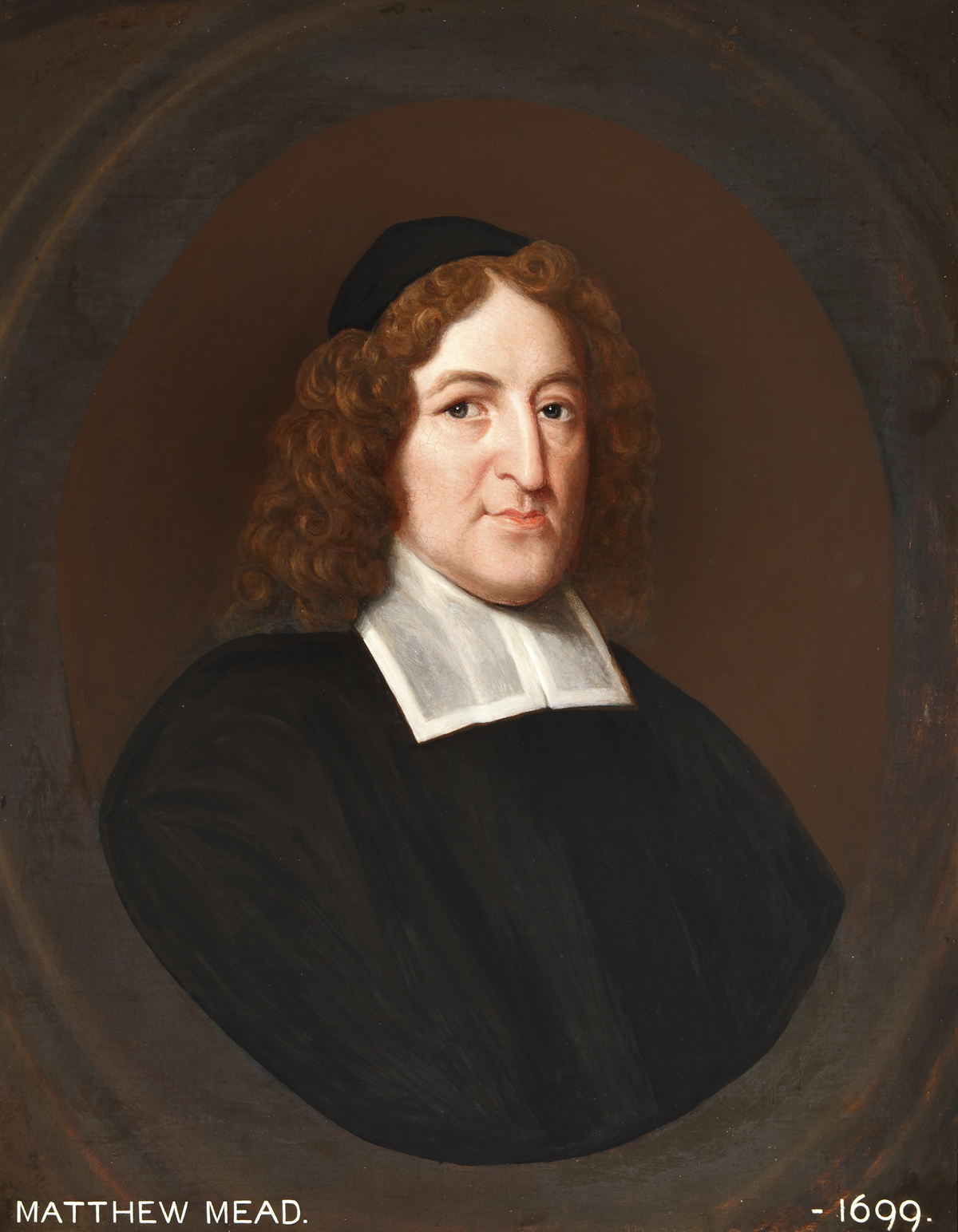
매튜 미드

매튜 미드(Matthew Mead, 1629년-1699년)는 리차드 미드와 조앤 미드사이에서 태어났으며, 그의 출생지는 베드포드셔에 있는 레이톤 부자드이다.

## 생애
1645년-1648년: 미드는 킹스 칼리지 (케임브리지 대학교)에서 학자로 임명되었다. (1649년)
1655년: 런던의 올 할로우 교구에 있는 엘리자베스 월튼과 결혼을 하였다.
1661년 7명의 다른 목회자들과 함께 '영어-헬라어 사전'을 편찬함.
1662년 유사 그리스도인을 편찬함.
1671년 윌리엄 그린힐의 사망후, 12월 14일 존 오언에 의해 그린힐의 연임으로 임명됨.
1682년 윌리엄 스미드 경이 스펩니 교회를 공격함. 라이 하우스 음모사건에 연루되어 체포됨.
1683년 피너스 홀에서 존 오언의 연임으로 강의함.
존 하위의 장로교와 회중교회를 연합하여는 시도에 지원함.